# Arctia pyrenaica
Arctia pyrenaica är en fjärilsart som beskrevs av Rothschild 1910. Arctia pyrenaica ingår i släktet Arctia och familjen björnspinnare. Inga underarter finns listade i Catalogue of Life.